# Aradoidea
Aradoidea — надродина клопів (Heteroptera). Включає дві поточні родини та трохи менше 2000 видів.

## Опис
Це досить маленькі, плоскі, злегка овальні клопи і часто мають чорний, коричневий або червонувато-коричневий колір. Розмір тіла від 0,3 мм до 4,5 мм. Кутикула нерівна, зерниста або має невеликі нарости. Антени мають однакову товщину або переважно дещо розширені до кінчика. У деяких видів у дорослому віці відсутні крила. Termitaphididae мають сильно зменшені очі, відсутні крила і досить короткі ноги.

## Екологія
Ці жуки живуть невеликими колоніями на корі дерев або іноді в симбіозі з термітами. Здається всі види є міцетофагами.

## Класифікація
- Родина Aradidae, Spinola, 1837 (1 900 видів).
- Родина Termitaphididae, Myers, 1924 (близько десятка видів).
- †Kobdocoridae, Popov 1986 (викопна родина).